# Vâlcele (okręg Hunedoara)
Vâlcele – wieś w Rumunii, w okręgu Hunedoara, w gminie Bretea Română. W 2011 roku liczyła 239 mieszkańców.